# Escuela Española de Historia y Arqueología en Roma
La Escuela Española de Historia y Arqueología en Roma (EEHAR) es una institución cultural española con sede en Roma, Italia, dependiente del Consejo Superior de Investigaciones Científicas, dedicada a la investigación histórica en relación con la propia historia de Italia, así como a la derivada de la presencia española en dicho país, encargada de la custodia del patrimonio español en el mismo.
El centro está adscrito a la Unione Internazionale degli Istituti di Archeologia, Storia e Storia dell'Arte in Roma, a la Unione Romana Biblioteche Scientifiche y a la Associazione Internazionale di Archeologia Classica.

## Historia
La escuela se creó mediante Real Decreto el 3 de junio de 1910, dentro del proyecto del Centro de Estudios Históricos y a propuesta de la Junta para la Ampliación de Estudios. Bajo el impulso de Rafael Altamira, tras el segundo congreso internacional de historia celebrado en Roma en 1903, empieza a valorarse la necesidad de estar presente en Italia para poder acceder al amplio fondo documental ubicado en ese país y conocer de primera mano el desarrollo del arte y la historia española en su relación con la cultura italiana.
Ramón Menéndez Pidal fue su primer director. Se estableció en el Palazzo di Monserrato y comenzó a editar la revista científica Itálica. Cuadernos de Trabajo. A consecuencia de las guerras mundiales y la guerra civil española, la actividad de la institución quedó paralizada hasta 1947. Desde entonces ha desarrollado una importante labor de investigación, donde destacan las campañas de excavación en Gabii, el templo de Júpiter Stator en el Foro Romano, las labores arqueológicas desde 1994 en Tusculum, la investigación de los documentos relacionados con la historia medieval de España en el Archivo Apostólico Vaticano, así como con otros archivos históricos italianos, con los que también se ha desarrollado el estudio de la Guerra Civil y las relaciones hispano-italianas más recientes o los estudios de musicología sobre Tomás Luis de Victoria y Cristóbal de Morales.
En 2007 realiza el catálogo de la colección de arte antiguo de la Embajada de España en Roma, el proyecto Tusculum y las investigaciones arqueológicas en Cartago, Túnez.

## Administración

### Lista de directores[1]
Orden cronológico
- Prof. Ramón Menéndez Pidal: 1911–1914
- Prof. Antonio García Solalinde: 1914
- Prof. Antonio de la Torre y del Cerro: 1914–1915
- Prof. Francisco Íñiguez Almech: 1947–1965
- Prof. Manuel Jesús García Garrido: 1965–1973
- Prof. Luis Suárez Fernández: 1973–1976
- Prof. Evelio Verdera y Tuells: 1976–1978
- Prof. Martín Almagro Gorbea: 1979–1983
- Prof. Arnau Puig Grau: 1986–1989
- Prof. Javier Arce Martínez: 1990–1997
- Prof. Manuel Espadas Burgos: 1997–2006
- Prof. Ricardo Olmos Romera: 2006–2011
- Prof. Fernando García Sanz: 2011–2017
- Prof. José Ramón Urquijo Goitia: Desde 2018

## Sedes
- Palacio anexo a la Iglesia de Monserrat (1910-1951)
- Edificio en via di Villa Albani (1951-1986)
- Edificio de la Real Academia de España en Roma (1986-1992)
- Edificio en via di Torre Argentina (1992-2014)
- Palazzo de via di Sant’Eufemia 13 (desde 2014, primera sede propia)